# Giorgio Dendi
Giorgio Dendi (Trieste, 31 ottobre 1958) è un enigmista, divulgatore scientifico e blogger italiano.

## Enigmistica
Bancario di professione, ma noto soprattutto come enigmista, ha collaborato con diverse riviste di enigmistica, tra cui La Settimana Enigmistica, La Sibilla e Domenica Quiz, e collabora stabilmente con Focus Brain Trainer.
La sua specialità sono le onomanzie, ma si occupa di diversi giochi enigmistici, quali cruciverba, crittografie e giochi più specialistici. Ha partecipato ad una puntata di Scommettiamo che..., riuscendo a comporre in tre minuti un cruciverba da 132 caselle con due parole obbligate.

## Divulgazione
Ha partecipato come relatore a conferenze in Italia, a Turku e Pola, principalmente su temi di logica e di matematica ricreativa.

Nel corso del Festival della Scienza, il 4 novembre 2007 ha tenuto a Genova una conferenza non-stop di 12 ore.

## Matematica
Nel 2000, dopo aver vinto i Campionati Italiani di Giochi Matematici, si aggiudica a fine agosto il titolo internazionale.

L'anno successivo vince anche il torneo Tutto è numero di Caldè, nell'omonima manifestazione di cui dall'anno successivo diventa uno dei principali collaboratori.

Dal 2002 è nello staff (con Nando Geronimi e Marco Pellegrini) dei preparatori della Nazionale Italiana di Giochi Matematici, che ha contribuito a portare a diverse vittorie e piazzamenti.
Dal novembre 2012 collabora personalmente con l'Associazione Culturale "Festa Mentis" di Genova, che promuove e diffonde la matematica ricreativa, l'enigmistica e la divulgazione.
Solo nel dicembre 2010 consegue la laurea in matematica.
Il 14 dicembre 2013 ha partecipato alla prima puntata della seconda edizione di Superbrain, in cui ha calcolato a mente (con il corpo legato a una ruota girevole) potenze di numeri.

## Opere
- La Matematica per chi non è portato per la Matematica ma il prossimo anno vorrebbe vincere i Campionati Internazionali di Giochi Matematici, Università Bocconi Centro PRISTEM, Milano 2009